# Łada Marija Gorpienko
 (août 2019).
Łada Marija Gorpienko est une chanteuse, guitariste, actrice, danseuse et chorégraphe ukrainienne installée dans la région d’Opole. Elle est diplômée de l'école de théâtre et de cinéma de Kiev. Elle est venue en Pologne en 1994 à l'invitation du cabaret de Cracovie, Loch Camelot, où elle est restée pendant plus de vingt ans.

## Sa carrière
La chanteuse coopère également avec Jan Kante Pawluśkiewicz, Ewa Kornecka et Zygmunt Konieczny. Elle chante des chansons traditionnelles d'Ukraine et des compositions d'artistes tels que Bułat Okudżawa et Włodzimierz Wysocki. Elle s'est produite en Allemagne, en France et aux États-Unis. Elle a remporté le prix principal du festival ukrainien "Obering", le grand prix du festival international "Słowiańskie Żagle" et un prix spécial au festival rock "Taras Bulba". Entre 1998 et 2002, elle est apparue à plusieurs reprises dans l'émission télévisée "Spotkania z ballad". Elle joua dans des films polonais et ukrainiens. Un événement important dans sa carrière a été le rôle dans le film "Ogniem i mieczem" de Jerzy Hoffman, dans lequel elle a joué le rôle d'une demoiselle d'honneur lors d'un mariage ukrainien et a chanté la chanson "Ruta miata",.

## Récitals et spectacles[6]
- Wszystkie języki świata avec Katarzyna Jamróz
- Pieśni prastare – 1994
- Pora spadania jabłek –  1995
- Piosenka dla zapowietrzonego –  1996
- Jak szaleć to szaleć
- Pieśni Bułata Okudżawy
- Pieśni Włodzimierza Wysockiego
- Michol na ganeczku siadła – concert de chansons juives et ukrainiennes

## Discographie
- 1995 : Ukraina-pieśni prastare.
- 1996 ? : Kolendy i szczedriwky
- 1997 : Cudownie Jest. Ce disque comprend neuf titres[7].
- 2003 : Pieśni Bułata Okudżawy (Chansons de Bułat Okudżawa). Ce disque comprend dix-sept titres[8]
- 2010 : Havdala. Ce disque comprend quatorze titres, interprétés en yiddish, hébreu ou polonais. Label Tylkomuzyka[9].